# Собор Святого Памфилия (Сульмона)
Собор Святого Памфилия (итал. Cattedrale di San Panfilo) — собор епархии Сульмона-Вальвы Римско-католической церкви в городе Сульмона, в провинции Л'Акуила, в регионе Абруццо, в Италии.

## История
Храм неоднократно перестраивался и по этой причине сочетает в себе несколько архитектурных стилей. В основании собора лежит оригинальное здание традиционной римской базилики.
Изначально был освящён в честь Богоматери, но уже в XII веке, претерпев несколько перестроек, был снова освящён, но уже в честь Святого Памфилия, епископа и покровителя Сульмоны.
Сильно пострадав при землетрясении 1706 года, храм был восстановлен с формами барокко, которые ещё видны, несмотря на многочисленные реставрации.

## Архитектура

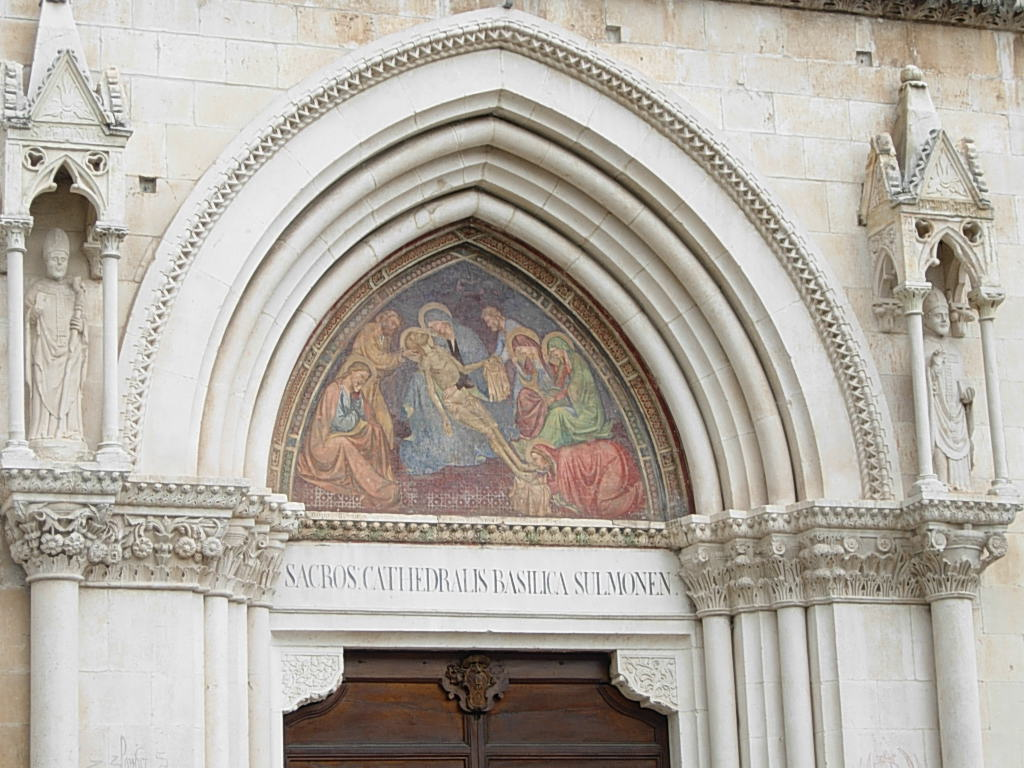
Портал

Фасад украшен готическим люнетом над порталом. Далее по правой стороне, арочный портал, обрамленный колоннами, которые поддерживают часовенки-ниши со статуями святых Памфилия и Пелина, созданными в 1391 году Никола Сальвитти. Леонардо из Терамо в XVI веке украсил люнет над этим порталом фреской.
Доступ в сакрестию (ризницу) осуществляется через малый боковой портал XVII века, между порталом с левой стороны, украшенным красивой вязью в ломбардском стиле, и фрагментом римской плиты находятся три апсиды с антропоморфными мотивами в романском стиле. В центре всей этой картины полустишие поэта Овидия: «Sulmo mihi patria est» («Сульмона – моя отчизна»).
Изначальная форма церкви, представляющая собой базилику, сохранилась без изменений, несмотря на многочисленные перестройки, которые претерпел храм на протяжении веков. Три нефа разделены римскими колоннами. Две статуи, одна епископа Бартоломео Де Петриниса (1422), другая, вероятно, сестры архиерея, находятся у противоположной стены фасада. За мавзолеями две фрески XV века, «Распятие» и «Искупитель меж двух святых». Орган XVIII века при входе украшен позолоченным деревом.
Свод центрального нефа украшен фресками, изображающими истории из жизни святых Памфилия и Папы Целестина V кисти Амедео Тедески, написанные в 1906 году, рядом с пресвитерием деревянные хоры 1751 года, созданные Фердинандо Моска и мраморный алтарь XVIII века.
В боковых нефах находятся мраморные алтари, купель неаполитанской школы 1757 года и Распятие XIV века, в капелле с правой стороны алтаря стоит красивая деревянная скульптура «Экстаз святой Терезы», созданная Джакомо Коломбо в 1707 году.
Крипта, самая старая часть церкви, разделена на три нефа с колоннами и капителями. Помещение под сводом представляет собой мраморную кустодию с мощами святого Памфилия в бюсте-реликварии. Также следует упомянуть образ Мадонны делле Форначи (Богоматерь Пекарей) XII века.

## Кафедральный архив
Кафедральный собор является хранителем одного из самых важных архивов в Абруццо, в котором хранятся документы – свитки, кодексы, дипломы, приходские книги. Самые ранние артефакты датируются XI веком. Многочисленные документы и облачения, впервые обнаруженные в соборе, ныне являются экспонатами в Музее Сульмоны.